# Provincia de Puerto Inca
La provincia de Puerto Inca es una de las diez que conforman el departamento de Huánuco en el Perú. Su territorio es cruzado por el río Pachitea. Limita por el norte y por el este con el departamento de Ucayali, por el sur con el departamento de Pasco y por el oeste con la provincia de Pachitea y la provincia de Leoncio Prado.
Desde el punto de vista jerárquico de la Iglesia católica, forma parte de la diócesis de Huánuco, sufragánea de la arquidiócesis de Huancayo.

## Historia
Fue creada por Ley 23994, del 19 de noviembre de 1984, en el segundo gobierno del presidente Fernando Belaúnde Terry, escindida de la provincia de Pachitea, siendo nombrado como su primer subprefecto el ciudadano Julio Ventura López.

## Geografía
Tiene una superficie de 9913,94 km². 

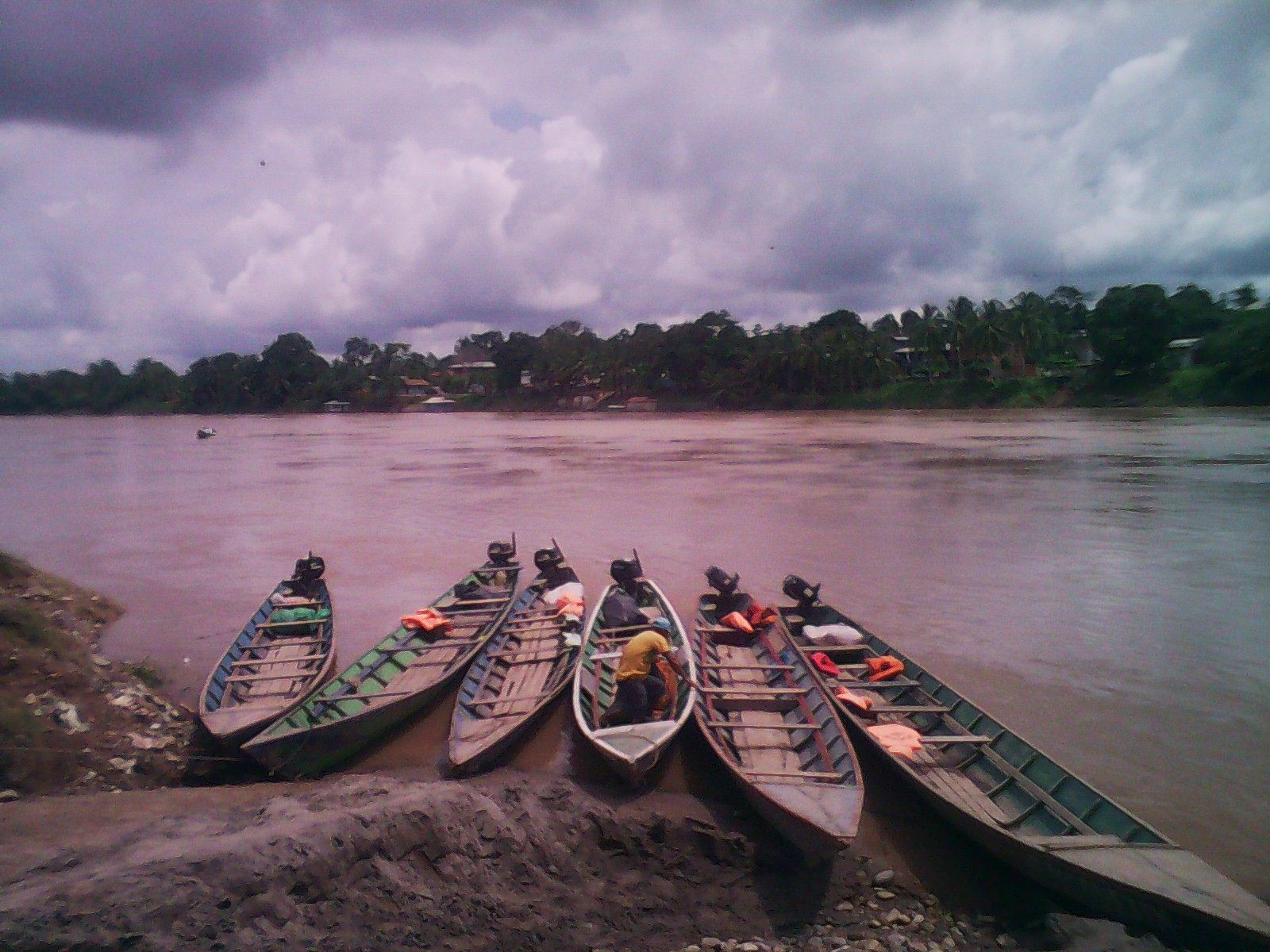
Botes peque-peque en el río Pachitea

## Capital
La capital de la provincia es la ciudad de Puerto Inca.

## Población
La provincia tiene una población aproximada de 32 000 habitantes.

## División administrativa
La provincia se divide en cinco distritos:
1. Puerto Inca
2. Codo del Pozuzo
3. Honoria
4. Tournavista
5. Yuyapichis

## Autoridades

### Regionales
- Consejeros regionales
  - 2019-2022[3]

  1. Elías Falcón Príncipe (Avanza País - Partido de Integración Social)
  2. Jaime Oliveira Tello (Partido Democrático Somos Perú)

### Municipales
- 2019-2022[3]
  - Alcalde: Hilter Rivera Bahoman, de Avanza País - Partido de Integración Social.
  - Regidores:

  1. Wilson Incobet Rosales Yabar (Avanza País - Partido de Integración Social)
  2. Jimmy Granados Obregón (Avanza País - Partido de Integración Social)
  3. Virginia Febres Pizango (Avanza País - Partido de Integración Social)
  4. Lenin Franco Lomas (Avanza País - Partido de Integración Social)
  5. Narda Gissela Pisco Valdivia (Avanza País - Partido de Integración Social)
  6. Alberto Peña Arquiceño (Partido Democrático Somos Perú)
  7. Rubén Eleazar García Huamaní (Frente Popular Agrícola FIA del Perú, Frepap)

### Policiales
- Comisario: PNP

Teniente PNP ORTIZ RODRIGUEZ Roberto Carlos
- Ubicación de la Comisaría PNP de Puerto Inca

Av. Fernando Belaúnde Terry s/n, Puerto Inca, Huánuco
- Teléfonos:

Celular del comisario: 980121412

## Festividades
- Fiesta de San Juan